# Petr Kment

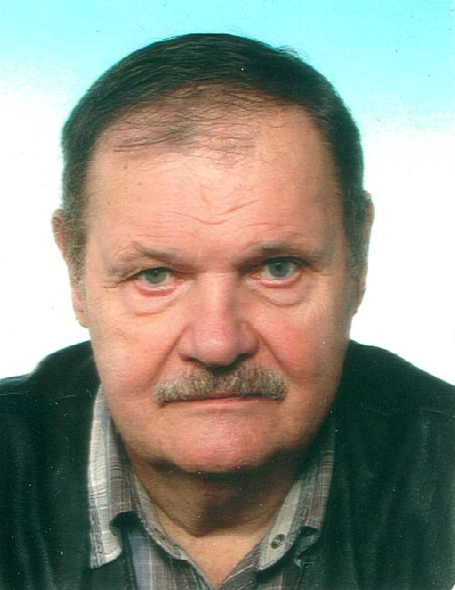
Petr Kment

Petr Kment (* 20. August 1942 in Prag; † 22. August 2013) war ein tschechoslowakischer Ringer. Er war Gewinner der Bronzemedaille bei den Olympischen Spielen 1968 in Mexiko-Stadt und Europameister 1968 in Västerås im Schwergewicht im griechisch-römischen Stil.

## Werdegang
Petr Kment begann als Jugendlicher in Prag mit dem Ringen. Er wurde bald nach Beginn seiner Laufbahn Mitglied des Polizei-Sportvereins Rudá Hvězda Prag. Petr entwickelte sich zu einem hervorragenden Schwergewichtler im griechisch-römischen Stil, der die lange Tradition von hervorragenden tschechoslowakischer Schwergewichtsringern, angefangen bei Gustav Frištenský über Josef Urban, Josef Klapuch, Josef Růžička und Bohumil Kubát, erfolgreich fortsetzte.
Bereits 1961 war Petr so weit, dass er in Länderkämpfen eingesetzt werden konnte. Ihm gelangen dabei gegen den starken Bulgaren Radoslaw Kassabow und gegen die sowjetischen Ringer Scharow u. Chabalischwili jeweils ein Unentschieden. 1964 wurde er erstmals bei einer internationalen Meisterschaft eingesetzt, das waren gleich die Olympischen Spiele in Tokio. Petr kämpfte dort hervorragend und feierte in seinem ersten Kampf einen Sieg über den mehrfachen Weltmeister Hamit Kaplan aus der Türkei. Er unterlag allerdings gegen die damals die Schwergewichtsszene beherrschenden István Kozma aus Ungarn und Anatoli Roschtschin aus der UdSSR und belegte den 4. Platz.
Bei den nächsten fünf internationalen Meisterschaften gewann Petr dann jedes Mal die Bronzemedaille. Es waren die Weltmeisterschaft 1965 in Tampere, die Europameisterschaft 1966 in Essen, die Weltmeisterschaft 1966 in Toledo/USA, die Europameisterschaft 1967 in Minsk und die Weltmeisterschaft 1967 in Bukarest. Bei jeder dieser Meisterschaften verlor er gegen István Kozma und auch dreimal gegen den sowjetischen Starter Nikolai Schmakow.
1968 schaffte Petr Kment bei der Europameisterschaft in Västerås dann endlich einen Sieg gegen István Kozma und prompt wurde er mit sechs glanzvollen Siegen Europameister. Bei den Olympischen Spielen des gleichen Jahres in Mexiko-Stadt wiederholte sich allerdings das Geschehen der Jahre 1965 bis 1967, d. h. Petr Kment verlor gegen István Kozma und gegen Anatoli Roschtschin und dazu auch gegen den Schweden Ragnar Svensson, gewann aber trotzdem vor Svensson die Bronzemedaille.
Nach 1969 war Petr nicht mehr ganz so erfolgreich, gewann aber bei der Weltmeisterschaft 1971 in Sofia noch einmal eine Bronzemedaille und bei der Weltmeisterschaft 1973 in Teheran sogar die Silbermedaille. Bei der Europameisterschaft 1970 in Berlin, bei der Roland Bock aus der Bundesrepublik Deutschland den Titel gewann, war Petr Kment der einzige Ringer, der gegen Bock ein Unentschieden erreichte.
Nach dem Gewinn des Vize-Weltmeistertitels 1973 beendete Petr Kment seine internationale Ringerlaufbahn. Er wurde Mediziner und später Präsident des Polizeisportvereins PSK „Olymp“ Prag.

## Internationale Erfolge
(OS = Olympische Spiele, WM = Weltmeisterschaft, EM = Europameisterschaft, GR = griech.-röm. Stil, S = Schwergewicht, bis 1968 über 97 kg Körpergewicht, ab 1969 als Superschwergewicht über 100 kg Körpergewicht)
- 1964, 2. Platz, „Iwan-Poddubny“-Turnier in Moskau, GR, S, hinter Anatoli Roschtschin, Sowjetunion u. vor Radoslaw Kassabow, Bulgarien;
- 1964, 4. Platz, OS in Tokio, GR, S, mit Siegen über Hamit Kaplan, Türkei u. Robert Peckens, USA u. Niederlagen gegen Anatoli Roschtschin, UdSSR und István Kozma, Ungarn;
- 1965, 3. Platz, WM in Tampere, GR, S, mit einem Sieg über Bekir Aksu, Türkei, einem Unentschieden gegen Radoslaw Kassabow u. Niederlagen gegen István Kozma u. Nikolai Schmakow, UdSSR;
- 1966, 3. Platz, EM in Essen, GR, S, mit Siegen über Karl Bachmann, Schweiz, Edmund Wojda, Polen und Osmo Hekkala, Finnland, einem Unentschieden gegen Roland Bock, BRD u. einer Niederlage gegen István Kozma;
- 1966, 3. Platz, WM in Toledo/USA, GR, S, mit Siegen über Abdulfazil Anvari, Iran, Osmo Hekkala und James Raschke, USA u. Niederlagen gegen István Kozma u. Nikolai Schmakow;
- 1967, 3. Platz, EM in Minsk, GR, S, mit Siegen über Constantin Busoiu, Rumänien, Günter Bierla, Polen u. Lennart Eriksson, Schweden u. Niederlagen gegen Nikolai Schmakow u. István Kozma;
- 1967, 3. Platz, WM in Bukarest, GR, S, mit Siegen über Constantin Busoiu u. Edward Wojda, einem Unentschieden gegen Anatoli Roschtschin u. einer Niederlage gegen István Kozma;
- 1968, 1. Platz, EM in Västerås, GR, S, mit Siegen über Istvan Semeredi, Jugoslawien, Edward Wojda, Stefan Petrow, Bulgarien, Nahit Taser, Türkei, Ragnar Svensson, Schweden u. István Kozma;
- 1968, Bronzemedaille, OS in Mexiko-Stadt, GR, S, mit Siegen über Hassan Ali Bechara, Libanon, Bekir Aksu u. Constantin Busoiu u. Niederlagen gegen Ragnar Svensson, István Kozma u. Anatoli Roschtschin;
- 1970, 6. Platz, EM in Berlin, GR, SS, m. einem Sieg über Arne Robertsson, Schweden u. Unentschieden gegen József Csatári, Ungarn u. Roland Bock u. einer Niederlage gegen Alexandar Tomow, Bulgarien;
- 1971, 3. Platz, „Werner-Seelenbinder“-Turnier in Berlin, GR, SS, hinter Alexandar Tomow u. Bohumil Kubát, CSSR;
- 1971, 3. Platz, WM in Sofia, GR, SS, mit Siegen über Edward Wojda, Jamshid Nourhad, Iran u. Horst Schwarz, BRD u. Niederlagen gegen Anatoli Roschtschin u. Alexandar Tomow;
- 1972, 3. Platz, „Nikolai-Petrow“-Turnier in Sofia, GR, SS, hinter Alexandar Tomow u. Victor Dolipschi, Rumänien;
- 1972, 6. Platz, EM in Kattowitz, GR, SS, mit einem Sieg über Omar Topuz, Türkei, einem Unentschieden gegen Anatoli Kotschnew, UdSSR u. einer Niederlage gegen Alexandar Tomow;
- 1972, 7. Platz, OS in München, GR, SS, mit einem Sieg über Raimo Karlsson, Finnland u. Niederlagen gegen Chris Taylor, USA (beide Ringer wurden wegen Passivität disqualifiziert) u. Anatoli Roschtschin;
- 1973, 1. Platz, „Dynamo“-Spartakiade der soz. Staaten in Berlin, GR, SS, vor Victor Dolipschi, Zsolt Gombos, Ungarn u. Roland Gehrke, DDR;
- 1973, 9. Platz, EM in Helsinki, GR, SS, nach Niederlagen gegen Alexandar Tomow u. Schota Morschiladse, UdSSR;
- 1973, 2. Platz, WM in Teheran, GR, SS, mit Siegen über Mack McCrady, USA, Hassan Ali Bechara, Schota Morschiladse u. József Csatári u. einer Niederlage gegen Alexandar Tomow